# Warziger Drüsling
Der Warzige Drüsling (Exidia nigricans, syn. E. glandulosa ss. Fries, E. plana ) ist eine Pilzart aus der Familie der Ohrlappenpilzverwandten (Auriculariaceae). Er ist eine häufige, holzzersetzende Art auf nördlichen Erdhalbkugel, die typischerweise auf noch angewachsenen, toten Ästen von Laubbäumen wächst. Sie wird des Öfteren mit dem Stoppeligen Drüsling (E. glandulosa ss. orig., syn. E. truncata) und dem Teerflecken-Drüsling (E. pithya) verwechselt.

## Merkmale

### Makroskopische Merkmale
Die dunkelsepiafarbenen bis schwärzlichen Fruchtkörper haben eine gummiartig-gelatinöse Konsistenz. Zunächst kugelig in Gruppen wachsend, fließen sie bald zu einer durchgängigen, flach am Substrat anliegenden und bis zu 30 × 5–6 cm großen sowie 5 × 20 mm dicken Schicht zusammen. Der Warzige Drüsling hat eine unregelmäßig hirnartig-wulstige und gefurchte Struktur. Die fettig-glänzende Oberfläche ist mit kleinen, bisweilen nur mit der Lupe erkennbaren Drüsenwärzchen bedeckt. Eingetrocknete Fruchtkörper bilden eine dünne, schwarze Kruste und quellen bei Feuchtigkeit wieder zur ursprünglichen Größe auf. Das Sporenpulver ist weiß.

### Mikroskopische Merkmale
Die elliptischen, quer septierten Basidien messen 15–25 × 8–13 Mikrometer. An ihnen reifen wurstförmige und 14–19 × 4,5–5,5 µm große Sporen heran. Sie sind farblos, glatt und zeigen in Iodlösung keine Farbreaktion. Es werden auch Konidien ausgebildet.

## Artabgrenzung

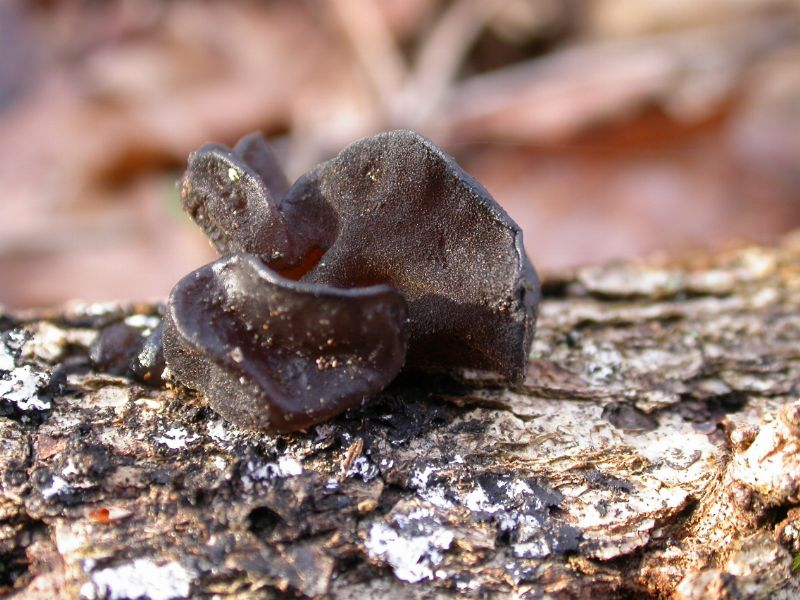
Stoppeliger Drüsling (Exidia glandulosa)

Der Warzige und der Stoppelige Drüsling (Exidia glandulosa) werden häufig verwechselt. Die beiden sind ähnlich, doch der Stoppelige Drüsling produziert separate, gipfelförmige Fruchtkörper, die wenn überhaupt nur selten verwachsen.
Der teils nur als Variation angesehene Teerflecken-Drüsling (Exidia pithya) kommt nur in Nadelholz vor und die Oberflächen seiner kleineren, flacheren und glatteren Fruchtkörper weisen nur wenige Wärzchen auf.
Der Blattartige Zitterling (Tremella foliacea) hat gewöhnlich ein wärmeres, helleres Braun, kann aber manchmal dunkel sepiafarben bis schwarz sein. Seine Fruchtkörper sind gallertartig, aber gewöhnlich blättrig (mit flachen Lappen oder Wedeln) und haben niemals Warzen oder Pickel auf der Oberfläche. Er ist häufig und erscheint sowohl auf Laub- wie auch auf Nadelbäumen.

## Ökologie und Verbreitung
Der holzzersetzende (Weißfäule) Warzige Drüsling lebt als Saprobiont von und in Totholz von Laubbäumen. Typischerweise lebt er bei einer breiten Palette von Laubbäumen (selten auch in Nadelholz) in noch am stehenden Baum befindlichen toten Ästen und Stammteilen und lebt nach Herabfallen noch eine Weile darin weiter.
Er fruchtet das ganze Jahr über mit Schwerpunkt im Spätherbst.
Die Art ist auf der Nordhalbkugel weit verbreitet, einschließlich Nordamerika und Europa.

## Bedeutung
Es spricht zumindest keine Giftwirkung gegen eine Verwendung zu Speisezwecken.

## Systematik und Taxonomie
Die Art wurde ursprünglich 1776 von William Withering in England als Tremella nigricans beschrieben, auf Grundlage einer 1741 von Johann Jacob Dillen veröffentlichten Bezeichnung. Es wurde später als Synonym zu Exidia glandulosa angesehen, bis Marinus Anton Donk 1966 die Artauffassungen überarbeitete und es als synonym mit Exidia plana einordnete. Durch Änderungen am offiziellen Einführungsdatum der wissenschaftlichen Pilznomenklatur wurde Exidia plana unzulässig, lassen allerdings Exidia nigricans als den ältesten Namen der Art bestehen.
Molekulare Untersuchungen haben gezeigt, dass Stoppeliger und Warziger Drüsling trotz Ähnlichkeit unterschiedliche Arten sind.
Das dem Lateinischen entstammende Art-Epitheton „nigricans“ bedeutet „schwärzlich“, „dunkel“.
Das Epitheton „plana“ aus dem veralteten wissenschaftlichen Namen ist ein Bezug auf die flächige Ausbreitung seiner Fruchtkörperstrukturen (lateinisch „plana“: „flach“).

### Volksnamen
Der Warzige Drüsling wird auch uneindeutig als „Hexenbutter“ bezeichnet. Auch im Englischen gibt es die Bezeichnung „Witches’ butter“ (deutsch „Hexenbutter“) als Artname, allerdings wird dieser Name nach dem 18. Jahrhundert wie im Deutschen auch für andere Tremellomycetes wie den Stoppeligen Drüsling und den Goldgelben Zitterling (Tremella mesenterica) verwendet. Der Name ist auf einen alten Volksglauben zurückzuführen, nach dem Hexen nachts Kühe melken und aus der Milch diese wenig appetitliche Butter produzieren, die sie dann an ihren nächtlichen Versammlungsplätzen verteilen. In Schweden ist die Art anscheinend aus demselben Grund als „Troll smör“ („Trollbutter“) bekannt.